# 鈴木星海
鈴木 星海（すずき せいかい、天明2年〈1782年〉 - 文久2年閏8月4日〈1862年9月27日〉）とは、江戸時代の京都の暦学者、儒家、文人画家。

## 来歴
播州赤穂の生れで名は世孝、通称は俊平または図書。字は子養。星海漁翁、南山と号す。もとは赤穂藩森家に仕え、赤穂事件で有名な大石良雄の家とは縁戚の関係にあったという。文化8年（1811年）以前に京に上り、京都梅小路斉政館（土御門家）に住み、土御門家の都講（塾頭）となった。『平安人物志』には「儒家」と「文人画」の部に「鈴木世孝」として名があり、画家としても知られる。弘化4年（1847年）の序文を持つ『皇都書画人名録』には、「書　四条堺町西　鈴木南山　名世孝字子養」とあり、この頃には四条堺町西に住んでいたのがうかがえる。還暦を過ぎると土御門家への出仕を辞め、その代わりを息子の鈴木百年が勤めた。享年81。諡号は曠達居士、墓所は京都東山安養寺。